# Sitovo, Iambol
Sitovo (în bulgară Ситово) este un sat în comuna Bolearovo, regiunea Iambol,  Bulgaria. 

## Demografie
Componența etnică a satului Sitovo
     Bulgari (76,38%)
     Romi (22,22%)
     Nicio identificare (1,38%)
     Altele (0%)
La recensământul din 2011, populația satului Sitovo era de 72 locuitori. Din punct de vedere etnic, majoritatea locuitorilor (76,38%) erau bulgari, cu o minoritate de romi (22,22%). Pentru 1,38% din locuitori nu este cunoscută apartenența etnică.